# Adoxia asperella
Adoxia asperella es una especie de coleóptero de la familia Chrysomelidae. Fue descrita científicamente por primera vez en 1909 por Broun.